# Krusenhagen
Krusenhagen è un comune del Meclemburgo-Pomerania Anteriore, in Germania.
Appartiene al circondario (Kreis) del Meclemburgo Nordoccidentale (targa NWM) ed è parte della comunità amministrativa (Amt) di Neuburg.